# Чистопол
Чи́стопол (руски: Чистополь; татарски: Чистай) е град в Татарстан, Русия. Разположен е на брега на река Кама. Административен център е на Чистополски район. Населението на града към 2016 г. е 60 949 души.

## История
В края на 17 век е основано село Архангелская Слобода от крепостни селяни, бежанци от централните части на Русия. Към началото на 18 век властите се опитват да ги изгонят, като оставят на мястото на селото „чисто поле“. Но хората, твърдо решени да живеят там, основават пак селото през 1761 г. През 1781 г. селото е преобразувано в град, с името Чистополе. След това постепенно това име се измества от Чистопол. В края на 19 век Чистопол е голям търговски център за зърно. През 1832 г. на градската мелница е инсталиран парен двигател, през 1845 г. – фабрика за памук, през 1883 г. – леярна за чугун, през 1884 г. – нефтопреработващ завод. В началото на 20 век Чистопол е на второ място след Казан по брой търговци. По времето на Втората световна война градът става убежище за съветски писатели от западните части на Русия, Беларус и Украйна.

## Население
През 1996 г. населението на Чистопол наброява 67 500 души. През 2016 г. то е 60 949 души.
Етническият състав към 1989 г. е: 65,8% руснаци, 30,2% татари, 2,1% чуваши.
| 1856   | 1897   | 1913   | 1926   | 1931   | 1939   | 1959   |
| ------ | ------ | ------ | ------ | ------ | ------ | ------ |
| 9900   | 20 100 | 30 800 | 18 000 | 15 400 | 32 000 | 51 864 |
| 1967   | 1970   | 1973   | 1976   | 1979   | 1982   | 1986   |
| 61 000 | 60 005 | 63 000 | 64 000 | 64 285 | 65 000 | 65 000 |
| 1989   | 1992   | 1996   | 1998   | 2000   | 2003   | 2005   |
| 65 468 | 66 400 | 67 500 | 67 100 | 66 600 | 63 000 | 61 742 |
| 2007   | 2010   | 2012   | 2013   | 2014   | 2015   | 2016   |
| 61 252 | 60 755 | 60 818 | 60 985 | 61 092 | 61 110 | 60 949 |

## Климат
Климатът в Чистопол е умереноконтинентален. Средната годишна температура е 8,4 °C, а средното количество годишни валежи е около 509 mm.
| Климатични данни за Чистопол       | Климатични данни за Чистопол | Климатични данни за Чистопол | Климатични данни за Чистопол | Климатични данни за Чистопол | Климатични данни за Чистопол | Климатични данни за Чистопол | Климатични данни за Чистопол | Климатични данни за Чистопол | Климатични данни за Чистопол | Климатични данни за Чистопол | Климатични данни за Чистопол | Климатични данни за Чистопол | Климатични данни за Чистопол |
| Месеци                             | яну.                         | фев.                         | март                         | апр.                         | май                          | юни                          | юли                          | авг.                         | сеп.                         | окт.                         | ное.                         | дек.                         | Годишно                      |
| Средни максимални температури (°C) | −1,9                         | −1,1                         | 3,7                          | 13,6                         | 21,1                         | 25,2                         | 27,2                         | 26,6                         | 20,9                         | 13,3                         | 5,3                          | 0,8                          |                              |
| Средни температури (°C)            | −5,1                         | −4,3                         | 0,1                          | 8,7                          | 15,6                         | 19,6                         | 21,5                         | 20,7                         | 15,2                         | 8,6                          | 2,3                          | −1,9                         |                              |
| Средни минимални температури (°C)  | −8,2                         | −7,5                         | −3,4                         | 3,9                          | 10,1                         | 14,0                         | 15,8                         | 14,8                         | 9,5                          | 4,0                          | −0,7                         | −4,5                         |                              |
| Средни месечни валежи (mm)         | 40                           | 32                           | 29                           | 38                           | 46                           | 63                           | 60                           | 45                           | 37                           | 34                           | 40                           | 45                           |                              |
| ---------------------------------- | ---------------------------- | ---------------------------- | ---------------------------- | ---------------------------- | ---------------------------- | ---------------------------- | ---------------------------- | ---------------------------- | ---------------------------- | ---------------------------- | ---------------------------- | ---------------------------- | ---------------------------- |
| Източник: Climate-Data             |                              |                              |                              |                              |                              |                              |                              |                              |                              |                              |                              |                              |                              |

## Икономика
В града работят заводи за часовници, кораборемонт и авторемонт. Известна марка часовници, произвеждани в Чистопол от 1942 г. са „Восток“. Има дървообработващ комбинат и фабрика за мебели. Текстилната и хранително-вкусовата промишленост, както и селското стопанство са силно развити.
Градът разполага с малко летище.

## Родени в града
- Александър Бутлеров – руски химик